# Accelerate
Accelerate är ett album av den amerikanska rockgruppen R.E.M., utgivet 31 mars 2008 i Europa och 1 april i Nordamerika.
Föregångaren Around the Sun (2004) hade fått ett relativt dåligt mottagande, både kritik- och försäljningsmässigt. Även bandet, i synnerhet gitarristen Peter Buck, hade uttryckt missnöje med resultatet. Accelerate gavs ett enklare, mer rockbetonat sound, hölls kort (under 35 minuter) och sågs delvis som en tillbakagång till den musik bandet gjorde innan Bill Berrys avhopp 1997. Det producerades av Jacknife Lee, som tidigare bland annat arbetat med U2 och The Hives.
Albumet nådde förstaplatsen på den brittiska albumlistan och andraplatsen på Billboard 200. "Supernatural Superserious" släpptes som förstasingel 11 februari 2008.
"I'm Gonna DJ" spelades flitigt redan under turnén efter Around the Sun 2004 och finns tidigare utgiven på livealbumet R.E.M. Live.

## Låtlista
Samtliga låtar skrivna av Peter Buck, Mike Mills och Michael Stipe.
1. "Living Well Is the Best Revenge" - 3:12
2. "Man-Sized Wreath" - 2:33
3. "Supernatural Superserious" - 3:24
4. "Hollow Man" - 2:39
5. "Houston" - 2:05
6. "Accelerate" - 3:34
7. "Until the Day Is Done" - 4:09
8. "Mr. Richards" - 3:46
9. "Sing for the Submarine" - 4:51
10. "Horse to Water" - 2:18
11. "I'm Gonna DJ" - 2:08